# Lupa
Lupa ali povečevalno steklo je preprosta optična priprava za opazovanje majhnih, prostemu očesu težje opaznih predmetov. Uporablja se tam, kjer niso potrebne velike povečave. 
Lupo običajno sestavlja zbirna leča, pritrjena v ustrezno oblikovan okvir z držalom, ki omogoča prestavljanje leče na ustrezno razdaljo od opazovanega predmeta. Držalo je lahko tudi pritrjeno na delovno površino, v tem primeru je potrebno premikati opazovani predmet.
Lupo po navadi uporabljajo starejši ljudje, ki ne vidijo več dobro. Lahko pa jo uporabljamo tudi za približanost poštnih znamk ali v laboratorij redko, saj poznamo že tudi mikroskop. Lupa nam predmeta ne poveča, poveča nam samo sliko.